# The Circle (film 1925)
The Circle è un film drammatico in bianco e nero del 1925 diretto da Frank Borzage.
La sceneggiatura si basa su The Circle, un lavoro teatrale di W. Somerset Maugham del 1921. Una seconda versione del testo di Maugham - sempre prodotto dalla MGM - sarebbe stato poi portato sullo schermo nel 1930 con il film Strictly Unconventional, interpretato da Catherine Dale Owen e Paul Cavanagh .

## Produzione
La pellicola è stata prodotta dalla Metro-Goldwyn-Mayer (MGM).

## Distribuzione
Il copyright del film, richiesto dalla Metro-Goldwyn-Mayer, fu registrato il 14 settembre 1925 con il numero LP21825.